# Georges Thierry d'Argenlieu
Pour les articles homonymes, voir Thierry d'Argenlieu (homonymie).
Georges Thierry d'Argenlieu (en religion : père Louis de la Trinité O.C.D.), né et mort à Brest (7 août 1889 - 7 septembre 1964), est un amiral et un prêtre religieux carme français, grand-croix de la Légion d'honneur et médaillé militaire.
Combattant de la France libre, Haut commissaire dans le Pacifique puis Haut commissaire en Indochine, son nom reste associé au déclenchement de la guerre d'Indochine en 1946.
Troisième d'une fratrie de sept enfants, il devient officier de marine à la veille de la Première Guerre mondiale. Il quitte la marine à la fin de la Grande Guerre pour entrer dans les ordres mais la réintègre en 1939. En 1940 il rejoint la France libre à Londres. Blessé lors de l'affaire de Dakar et devenu très proche du général de Gaulle, premier chancelier de l'ordre de la Libération, il est nommé Haut Commissaire de la France libre en Nouvelle-Calédonie.
Il progresse très vite dans la hiérarchie de la marine, passant du grade de capitaine de corvette à celui de vice-amiral en moins de cinq ans et il devient le chef des Forces navales françaises libres en Grande-Bretagne en juillet 1943. Envoyé en Indochine en 1945 comme Haut Commissaire et commandant en chef par le général de Gaulle, il reste à son poste lors du déclenchement de la guerre d'Indochine et après le retrait du général en 1946. Rappelé en France début 1947, il quitte à nouveau la marine et retourne au carmel jusqu'à sa mort en 1964.

## Biographie

### Enfance, formation et début de carrière
Issu d’une famille d'ancienne bourgeoisie picarde connue depuis le XVIIe siècle, établie à Argenlieu, près d’Avrechy, dans l’Oise, Georges Thierry d’Argenlieu est le fils d'un contrôleur général de la Marine, Olivier Thierry d’Argenlieu. Il est le frère du général de brigade Olivier Thierry d'Argenlieu, mort pour la France le 19 mai 1940, et le neveu du contre-amiral Émile Ternet.
Après des études au collège Stanislas à Paris et au lycée Saint-Charles à Saint-Brieuc, il entre à l'École navale en octobre 1906.
Enseigne de vaisseau de 1re classe en 1911, il participe à la campagne du Maroc et y reçoit la Légion d'honneur.

### Première Guerre mondiale
Servant en mer Méditerranée pendant la Première Guerre mondiale, il sert sur le Dehorter, le D'Iberville et l'Eros,, et demande son admission dans le Tiers-Ordre du carmel lors d'une escale à Malte, en 1915. En juillet 1917, il est promu lieutenant de vaisseau. Il termine la guerre comme commandant du patrouilleur La Tourterelle. Il démissionne après la guerre pour entrer chez les Carmes déchaux en 1919.

### Religieux
À la fin de la guerre, d'Argenlieu entreprend des études de théologie au collège Saint-Thomas, la future université pontificale Saint-Thomas-d'Aquin (Angelicum) à Rome.
Il prend l'habit de religieux carme en tant que Louis de la Trinité au couvent d'Avon en 1920 et prononce ses premiers vœux le 15 septembre 1921. Après quatre années d'études dans les facultés catholiques de Lille, il y est ordonné prêtre en 1925.
La province des Carmes de Paris ayant été restaurée le 11 février 1932, il est nommé supérieur provincial de Paris en 1935.

### Seconde Guerre mondiale

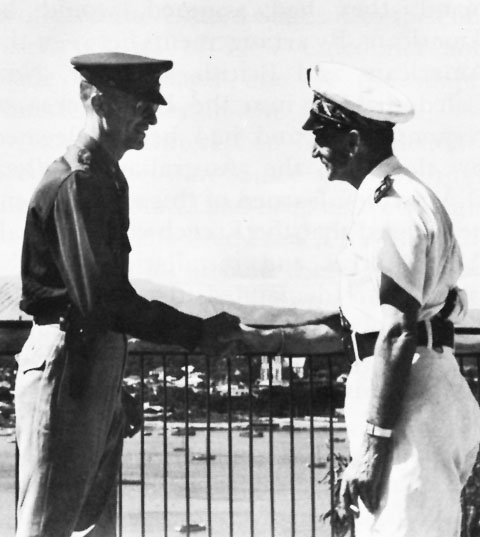
L'amiral Thierry d'Argenlieu (à droite) avec le brigadier général Alexander Patch, à Nouméa (Nouvelle-Calédonie).

En septembre 1939, il est mobilisé dans la Marine comme officier de réserve et rejoint Cherbourg. Promu capitaine de corvette le 10 février 1940, il est fait prisonnier lors de la défense de l'arsenal de Cherbourg le 19 juin, mais il s'évade trois jours plus tard, s'embarque sur le bateau de pêche d'Émile Valmy sur le port de Carteret pour gagner les Îles Anglo-Normandes, il rejoint le général de Gaulle à Londres le 30.
En septembre 1940, il est déchu de sa charge de vicaire provincial des Carmes déchaux, son attitude étant jugée incompatible avec ses devoirs religieux. Le père Philippe de la Trinité lui succède.
Selon de Gaulle, qui l'écrit dans ses Mémoires, d'Argenlieu serait à l'origine de la proposition de la croix de Lorraine comme symbole de la France libre. D'autres sources, dont Thierry d'Argenlieu lui-même, indiquent que le 1er juillet 1940, il participa à une entrevue avec de Gaulle au cours de laquelle le vice-amiral Muselier a proposé la Croix de Lorraine comme symbole,,,,.
Avec Félix Éboué et trois autres personnes, il est parmi les tout  premiers compagnons décorés de l’ordre de la Libération, le 29 janvier 1941. Il devient le premier chancelier de cet ordre, fonction qu'il occupe de 1941 à 1958.
Nommé chef d'état-major des Forces navales françaises libres en juillet 1940, il participe à l'expédition de Dakar, dirigeant la délégation de parlementaires envoyés auprès des autorités vichystes le 23 septembre. La délégation est très mal accueillie. Elle doit se retirer sous le feu et il est sérieusement blessé. En novembre, il dirige les opérations navales lors de la campagne du Gabon.
Il devient en 1941, membre du Conseil de défense de l'Empire puis du Comité national français. Après une mission politique au Canada en mars 1941, il est nommé Haut-commissaire de France pour le Pacifique avec les pleins pouvoirs civils et militaires en juillet. À ce titre, il préside au ralliement de Wallis-et-Futuna, réalisé par l'aviso Chevreuil, le lieutenant de vaisseau Fourlinnie et le capitaine Molina, en mai 1942. Au cours de son séjour en Nouvelle-Calédonie, son autoritarisme cassant lui vaut l'animosité de la population, aggravée par ses divergences de vue avec le gouverneur Henri Sautot, si bien que des troubles graves secouent Nouméa où son autorité est malmenée ; la menace d'une attaque japonaise ramène les protagonistes à la raison.
Revenu à Londres en 1943, il est nommé chef des Forces navales françaises libres en Grande-Bretagne le 19 juillet. Le 14 juin 1944, c'est sur son torpilleur La Combattante que le général de Gaulle revient en France pour la première fois depuis 1940. Thierry d’Argenlieu accompagne le Général dans la libération, de la Normandie à Paris, où il est à ses côtés le 25 août.
Amiral Nord (ayant autorité sur les côtes françaises de la Manche et de l'Atlantique) et chef d'état-major général adjoint, il réorganise la Marine à Paris. Il est nommé vice-amiral en décembre 1944.

### Le début de la guerre d'Indochine
Le 16 août 1945, le général de Gaulle le nomme Haut-commissaire de France en Indochine avec pour mission de rétablir l'ordre et la souveraineté française dans les territoires de l'Union indochinoise ; et, une fois l'Indochine libérée de l'occupation japonaise et chinoise et les provinces laotiennes et cambodgiennes annexées par le Siam récupérées, de mettre en place une fédération des peuples de la péninsule.
Le 6 septembre 1945, l’amiral d’Argenlieu part pour Saïgon et y arrive le 31 octobre ; il y retrouve le général Leclerc, présent depuis le 5 octobre. Les deux hommes ne s’entendent guère et leur conflit conduit au départ de Leclerc en juin 1946. Ils n’ont pas la même position sur l’opportunité et la nature des négociations avec Hô Chi Minh.
Au nord du Viêt Nam, s’est constitué un gouvernement provisoire, présidé par Hô Chi Minh et qui a entamé des discussions sérieuses avec un représentant français, Jean Sainteny. Le 6 mars 1946, un accord (accords Hô-Sainteny) est signé par lequel « la France reconnaît la République du Viêt Nam comme un État libre ayant son gouvernement, son Parlement, son armée et ses finances », accord qui fut qualifié en privé par d’Argenlieu de « Munich indochinois ». Le 18 mars, Leclerc arrive à Hanoï avec des éléments de sa 2e DB, accueilli triomphalement par les Français mais défilant dans les rues vides du quartier annamite. Le commentaire précise : « La foule est clairsemée et les Indochinois sont absents ».
D’Argenlieu n’accepte pas vraiment les accords Hô-Sainteny du 6 mars 1946. Ses entretiens avec Hô Chi Minh, le 24 mars 1946, à bord de l’Émile Bertin, en baie d'Along, en présence de Jean Sainteny et Pignon, ne rapprochent pas les points de vue et sont l’occasion d’un incident violent avec Leclerc. L'amiral Thierry d'Argenlieu gouverneur général de l'Indochine, a aussi la réputation d'être rigide et cassant.
L’amiral d'Argenlieu convoque Raoul Salan et, tremblant de colère, lui demande de « rappeler Leclerc à la raison ». En opposition aux accords du 6 mars 1946, il proclame une République de Cochinchine le 1er juin 1946, alors qu’Hô Chi Minh est parti en France accompagné par Raoul Salan.
Thierry d’Argenlieu est promu vice-amiral d'escadre en mars 1946 puis élevé à la dignité de grand-croix de la Légion d'honneur et promu amiral le 6 juin 1946.
C’est alors qu’intervient le bombardement de Haïphong. Un témoin, le militant communiste Henri Martin, alors jeune marin combattant FFI engagé volontaire pour combattre les Japonais, commente : « C’est là que commence la guerre, par la volonté de d’Argenlieu de passer à la reconquête, de s’emparer de ce port, essentiel dans l’activité économique, comme le montrent les cartes du temps du colonialisme. L’accord du 6 mars parlait bien de finances indépendantes, mais, précisément, les ressources essentielles du gouvernement vietnamien se trouvaient dans ce port et les troupes françaises prétendaient continuer à en contrôler l’activité commerciale ».
C’est à propos d’un contrôle douanier qu’eut lieu le premier accrochage le 19 novembre 1946.
Des coups de feu furent échangés entre deux patrouilles, une française et une vietnamienne, puis dans la ville pour se transformer en bataille généralisée. La fusillade dégénère et fait 24 morts. Parmi eux le commandant Carmoin qui s'avançait avec un drapeau blanc vers les Vietnamiens de la jonque.
L'incident de la jonque chinoise est aussitôt exploité par les partisans d'une reconquête de l'ancienne colonie. Leur chef de file est le général Valluy. Un cessez-le-feu intervint assorti d’un ultimatum français, exigeant l’évacuation de la ville par les troupes vietnamiennes.
Henri Martin raconte : « À 10 heures le 23 novembre 1946, les bâtiments de la marine nationale ouvrent le feu. Le croiseur Émile Bertin depuis l’embouchure de la rivière Rouge mais nous, avec Le Chevreuil, nous étions sur la rivière, dans la ville. Nous avons épuisé notre stock de cinq cents obus, et ravitaillés, nous en avons encore tiré cinq cents. L’amiral Battet a estimé le nombre des victimes en ville à six mille, mais il est possible qu’il y en ait eu davantage quand on sait que le bombardement a porté surtout sur le quartier annamite, aux maisons serrées […] ».
L'objectif militaire est provisoirement atteint, mais les tentatives de bâtir des structures nouvelles se heurtent à la volonté politique du gouvernement d'Hô Chi Minh.
Le 19 décembre 1946, le Việt Minh attaque par surprise les Français à Hanoï : c'est le début d'une guerre qui va durer huit ans.
Le général Leclerc, revenu en mission le 28 décembre, prend conscience de la gravité de la situation. Il écrit dans son rapport que si l’on ne veut pas connaître une situation comme celle de la guerre d'indépendance espagnole sous Napoléon Ier ou de l’expédition du Mexique sous Napoléon III, il faut résoudre le problème politiquement et non militairement. Sur ce point il s'oppose directement à l'amiral d'Argenlieu qui, en tant que prêtre religieux carme, estime que « le communisme à l'instar du nazisme doit être combattu pour des raisons aussi spirituelles que politiques, et il n'est pas question de transiger avec un Việt Minh armé par l'URSS et la Chine ».
Après le départ du général de Gaulle du gouvernement, l'amiral d'Argenlieu est maintenu à son poste sous les gouvernements de Félix Gouin, Georges Bidault et Léon Blum. Mais son action est controversée. Il est rappelé en France, et se retire au couvent des Carmes de Brest. Le gouvernement de Paul Ramadier le remplace le 5 mars 1947 par Émile Bollaert, également Compagnon de la Libération, mais décide à l'unanimité de lui décerner la médaille militaire, la plus haute distinction pour un officier général, que Paul Ramadier propose de lui remettre personnellement. Il la reçoit le 1er avril 1947.

### Dernières années

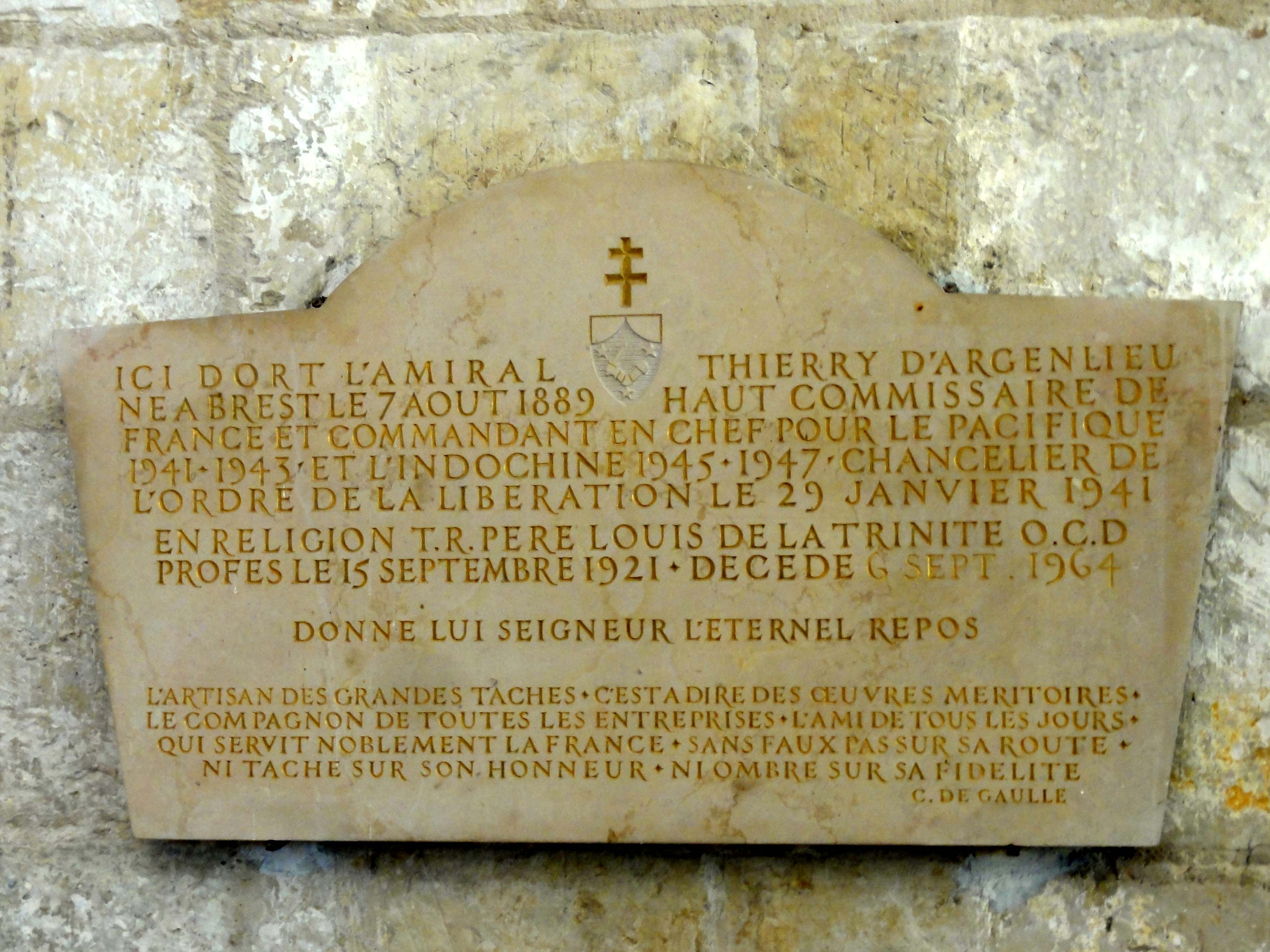
Monument en mémoire de l'amiral d'Argenlieu (T.R.P. Louis de la Trinité), en l'église d'Avrechy (Oise).

En 1947, Georges Thierry d'Argenlieu célèbre le mariage du fils du général de Gaulle, Philippe de Gaulle, avec Henriette de Montalembert.
Des ennuis de santé l'obligent à restreindre ses activités à partir de 1955, et il se démet de ses fonctions de chancelier de l'ordre de la Libération en 1958.
Retiré définitivement au Carmel, il meurt à Brest le 7 septembre 1964. Ses obsèques ont lieu en l'église Saint-Lucien d'Avrechy (Oise), où il est inhumé dans le croisillon sud. Le général de Gaulle assiste à la cérémonie sans prendre la parole mais rédige l'épitaphe gravée sur la tombe (photo ci-contre).
Il est évoqué dans le 100e des 480 souvenirs cités par Georges Perec dans son texte Je me souviens.

## Décorations
|  |  |  |
|  |  |  |
|  |  |  |
|  |  |  |

### Intitulés
- Médaille militaire par décret du 21 mars 1947
- Grand-croix de la Légion d'honneur par décret du 6 juin 1946
- Compagnon de la Libération par décret du 29 janvier 1941
- Croix de guerre 1939-1945 avec 3 palmes (3 citations à l'ordre de l'armée)
- Croix de guerre des Théâtres d'opérations extérieurs, palme de bronze (1 citation à l’ordre de l’armée)
- Médaille de la Résistance française avec rosette par décret du 24 avril 1946[23]
- Insigne des blessés militaires
- Médaille du sauvetage
- Médaille commémorative du Maroc
- Ordre du Bain, commandeur (Royaume-Uni)
- Commandeur de l'ordre de Léopold (Belgique)
- Croix de guerre avec palme (Belgique)

## Surnoms
- Son nom était utilisé pour une contrepèterie faisant allusion au grand nombre de ses décorations : « Tient lieu d'argenterie » pour Thierry d'Argenlieu, d'où le surnom « Ruolz ».
- Dans la Marine, il était surnommé le « Carme naval ».

## Dans la fiction
Dans la mini-série De Gaulle, l'éclat et le secret (2020), son rôle est interprété par Pierre Aussedat.